# Брей (остров)
Вижте пояснителната страница за други значения на Брей.

Остров Брей (на английски: Bray Island) е 48-ият по големина остров в Канадския арктичен архипелаг. Площта му е 689 км2, която му отрежда 59-о място сред островите на Канада. Административно принадлежи към канадската територия Нунавут. Необитаем.
Островът се намира в северната част на Басейна Фокс, на 10 км от западния бряг на остров Бафинова земя. На 17 км на юг от острова се намира п-ов Бърд (част от Бафинова земя), който заедно с остров Брей на запад затварят залива Икпик. На 33 км на запад е остров Роули, а на 35 км на северозапад – остров Кох.
От север на юг островът е дълъг 36 км, а ширината му от запад на изток – 26 км. Бреговата линия с дължина 166 км е сравнително слабо разчленена. Както повечето острови в Басейна Фокс и тук релефът е равнинен и рядко превишава 20 м. Максимална височина от 30 м има в североизточната част на острова. Целият остров представлавя мозайка от стотици свързани помежду си малки езера.
В годините на „Студената война“ на острова е инсталирана автоматична система FOX-A за ранно радиорелейно откриване и прехващане (Distant Early Warning Line). Сега тази автоматична радиорелейна станция влиза в състава на Северната система за предупреждение (North Warning System).
До 1947 г. островът се смята за част от големия остров Бафинова земя, когато е доказано от канадски военни летци, че той, заедно със съседните острови Кох, Роули и множество други по-малки са отделни острови в Басейна Фокс.
|  | Тази страница частично или изцяло представлява превод на страницата „Брей (остров)“ в Уикипедия на руски. Оригиналният текст, както и този превод, са защитени от Лиценза „Криейтив Комънс – Признание – Споделяне на споделеното“, а за съдържание, създадено преди юни 2009 година – от Лиценза за свободна документация на ГНУ. Прегледайте историята на редакциите на оригиналната страница, както и на преводната страница, за да видите списъка на съавторите. ВАЖНО: Този шаблон се отнася единствено до авторските права върху съдържанието на статията. Добавянето му не отменя изискването да се посочват конкретни източници на твърденията, които да бъдат благонадеждни. |